# Buriti Bravo
Buriti Bravo este un oraș în unitatea federativă Maranhão (MA), Brazilia.